# Stara Oselica
Stara Oselica este o localitate din comuna Gorenja vas - Poljane, Slovenia, cu o populație de 252 de locuitori.